# 다케시게 아키히코
다케시게 아키히코(일본어: 竹重 安希彦, 1987년 8월 21일 ~ )는 일본의 축구 선수이다.

## 구단 경력
그는 2010년부터 2024년까지 J리그의 주빌로 이와타, 알비렉스 니가타, 도치기 SC, 요코하마 FC, SC 사가미하라에서 활동하였다.